# 古斯塔夫·布洛姆格伦
古斯塔夫·布洛姆格伦（瑞典語：Gustaf Blomgren，1887年12月24日—1956年7月25日），瑞典男子跳水运动员。他曾代表瑞典参加1912年和1920年夏季奥林匹克运动会跳水比赛，获得一枚铜牌。